# Ніко Міккола
Ніко Міккола (фін. Niko Mikkola, нар. 27 квітня 1996, Киймінкі) — фінський хокеїст, захисник клубу НХЛ «Сент-Луїс Блюз». Гравець збірної команди Фінляндії.

## Ігрова кар'єра
Хокейну кар'єру розпочав на батьківщині 2014 року виступами за команду КалПа.
2015 року був обраний на драфті НХЛ під 127-м загальним номером командою «Сент-Луїс Блюз». Незважаючи на укладання попереднього контракту з «блюзменами» Ніко вирішив продовжити виступати на батьківщині та уклав дворічний контракт з клубом «Таппара».
Влітку 2017 молодий фін відвідав тренувальний збір «Сент-Луїс Блюз» та повернувся до клубу «Таппара», де провів один сезон.
1 червня 2018 Міккола та клуб НХЛ «Сент-Луїс Блюз» узгодили умови дворічного контракту.
Сезон 2018/19 Ніко провів у фарм-клубі «Сан-Антоніо Ремпедж» (АХЛ).

## На рівні збірних
Був гравцем молодіжної збірної Фінляндії, у складі якої брав участь у 7 іграх та став чемпіоном світу 2016. 
У складі національної збірної Фінляндії став чемпіоном світу 2019 року.

## Досягнення
- Володар Кубка Стенлі в складі «Флорида Пантерс» — 2024, 2025.

## Статистика

### Клубні виступи
| Сезон          | Клуб                  | Ліга           | Регулярний сезон | Регулярний сезон | Регулярний сезон | Регулярний сезон | Регулярний сезон | Плей-оф | Плей-оф | Плей-оф | Плей-оф | Плей-оф |
| Сезон          | Клуб                  | Ліга           | І                | Г                | П                | О                | ШХ               | І       | Г       | П       | О       | ШХ      |
| -------------- | --------------------- | -------------- | ---------------- | ---------------- | ---------------- | ---------------- | ---------------- | ------- | ------- | ------- | ------- | ------- |
| 2014–15        | КалПа                 | Jr. A          | 37               | 9                | 14               | 23               | 80               | —       | —       | —       | —       | —       |
| 2014–15        | КалПа                 | СМ-Л           | 10               | 0                | 1                | 1                | 4                | —       | —       | —       | —       | —       |
| 2014–15        | «Хоккі»               | Фін. 2         | 5                | 1                | 0                | 1                | 8                | 7       | 0       | 1       | 1       | 2       |
| 2015–16        | КалПа                 | Лійга          | 55               | 3                | 6                | 9                | 22               | 3       | 0       | 1       | 1       | 4       |
| 2015–16        | КалПа                 | Jr. A          | —                | —                | —                | —                | —                | 8       | 0       | 1       | 1       | 10      |
| 2016–17        | КалПа                 | Лійга          | 56               | 4                | 11               | 15               | 89               | 10      | 1       | 2       | 3       | 4       |
| 2017–18        | «Таппара»             | Лійга          | 50               | 2                | 9                | 11               | 54               | 16      | 0       | 1       | 1       | 10      |
| 2018–19        | «Сан-Антоніо Ремпедж»‎‎ | АХЛ            | 70               | 2                | 7                | 9                | 41               | —       | —       | —       | —       | —       |
| Усього в Лійга | Усього в Лійга        | Усього в Лійга | 171              | 9                | 27               | 36               | 169              | 29      | 1       | 4       | 5       | 18      |

### Збірна
| Рік                | Команда            | Турнір             | Місце              | І  | Г | П | О | ШХ |
| ------------------ | ------------------ | ------------------ | ------------------ | -- | - | - | - | -- |
| 2016               | Фінляндія          | МЧС                | 1                  | 7  | 0 | 1 | 1 | 6  |
| 2019               | Фінляндія          | ЧС                 | 1                  | 10 | 2 | 3 | 5 | 0  |
| Молодіжна збірна   | Молодіжна збірна   | Молодіжна збірна   | Молодіжна збірна   | 7  | 0 | 1 | 1 | 6  |
| Національна збірна | Національна збірна | Національна збірна | Національна збірна | 10 | 2 | 3 | 5 | 0  |